# Xã Eckford, Michigan
Xã Eckford (tiếng Anh: Eckford Township) là một xã thuộc quận Calhoun, tiểu bang Michigan, Hoa Kỳ. Năm 2010, dân số của xã này là 1.303 người.